# Mariene ecoregio Golf van Tonkin
De Mariene ecoregio Golf van Tonkin (112) (Engels: Gulf of Tonkin marine ecoregion) is een biogeografische regio en ligt in het westen van de Grote Oceaan in de Mariene provincie Zuid-Chinese Zee (25) in het Marien rijk Centrale Indo-Pacific. De mariene ecoregio is vastgesteld door het World Wide Fund for Nature en The Nature Conservancy en is vernoemd naar de Golf van Tonkin.
In het noordoosten grenst het gebied aan de mariene ecoregio Zuidelijk China (113), in het oosten aan de mariene ecoregio Oceanische eilanden Zuid-Chinese Zee (114) en in het zuiden aan de mariene ecoregio Zuidelijk Vietnam (116).

## Geografie
De mariene ecoregio ligt in het westen van de Grote Oceaan voor de zuidkust van China en de noordoostkust van Vietnam. Het gebied ligt in de Golf van Tonkin en het noordwestelijk deel van de Zuid-Chinese Zee en strekt zich uit van de stad Wuchuan (ten oosten van het Leizhou-schiereiland) tot aan het schiereiland bij de Quy Nhơnbaai bij de stad Quy Nhơn. Het omvat onder andere de Straat van Hainan en de wateren rond het eiland Hainan en Leizhou-schiereiland.

## Biogeografie
Het gebied kent zeeleven dat houdt van tropische temperaturen.